# مارتين فيرايرا
مارتين فيرايرا (بالإسبانية: Martín Ignacio Ferreyra)‏ هو لاعب كرة قدم أرجنتيني في مركز الدفاع، ولد في 2 أبريل 1996 في باهيا بلانكا في الأرجنتين. لعب مع أوليمبو.

## وصلات خارجية
- مارتين فيرايرا على موقع قاعدة بيانات كرة القدم.إي يو (الإنجليزية)
- مارتين فيرايرا على موقع Soccerway.com (الإنجليزية)